# Brevduva

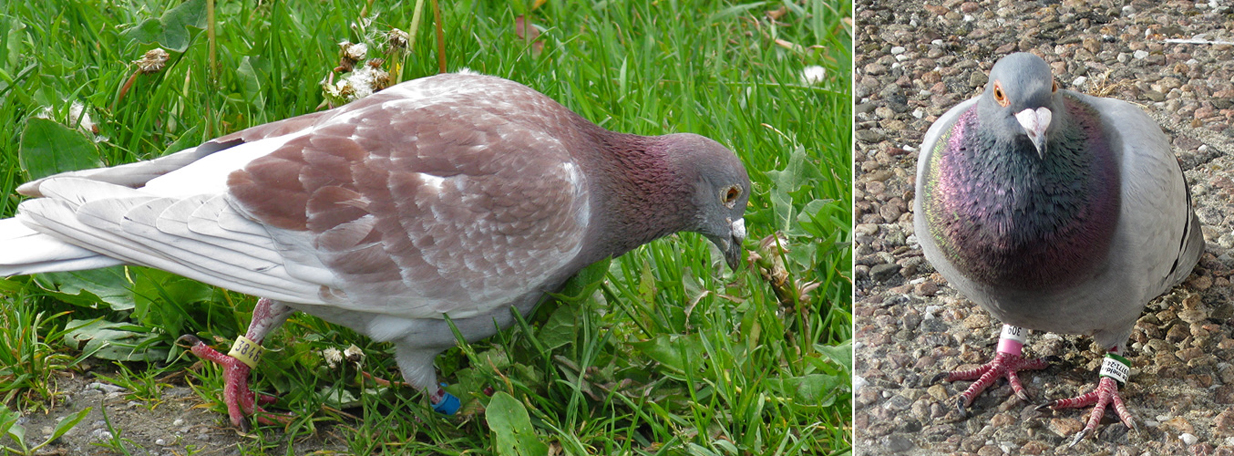
Brevduvor. En svenskmärkt till vänster och en tyskmärkt till höger.

Brevduva är en tam framavlad duva som används för att vidarebefordra meddelanden, oftast korta brev, vilket sker genom att duvan släpps och då hittar hem till sitt duvslag.

## Förutsättningar

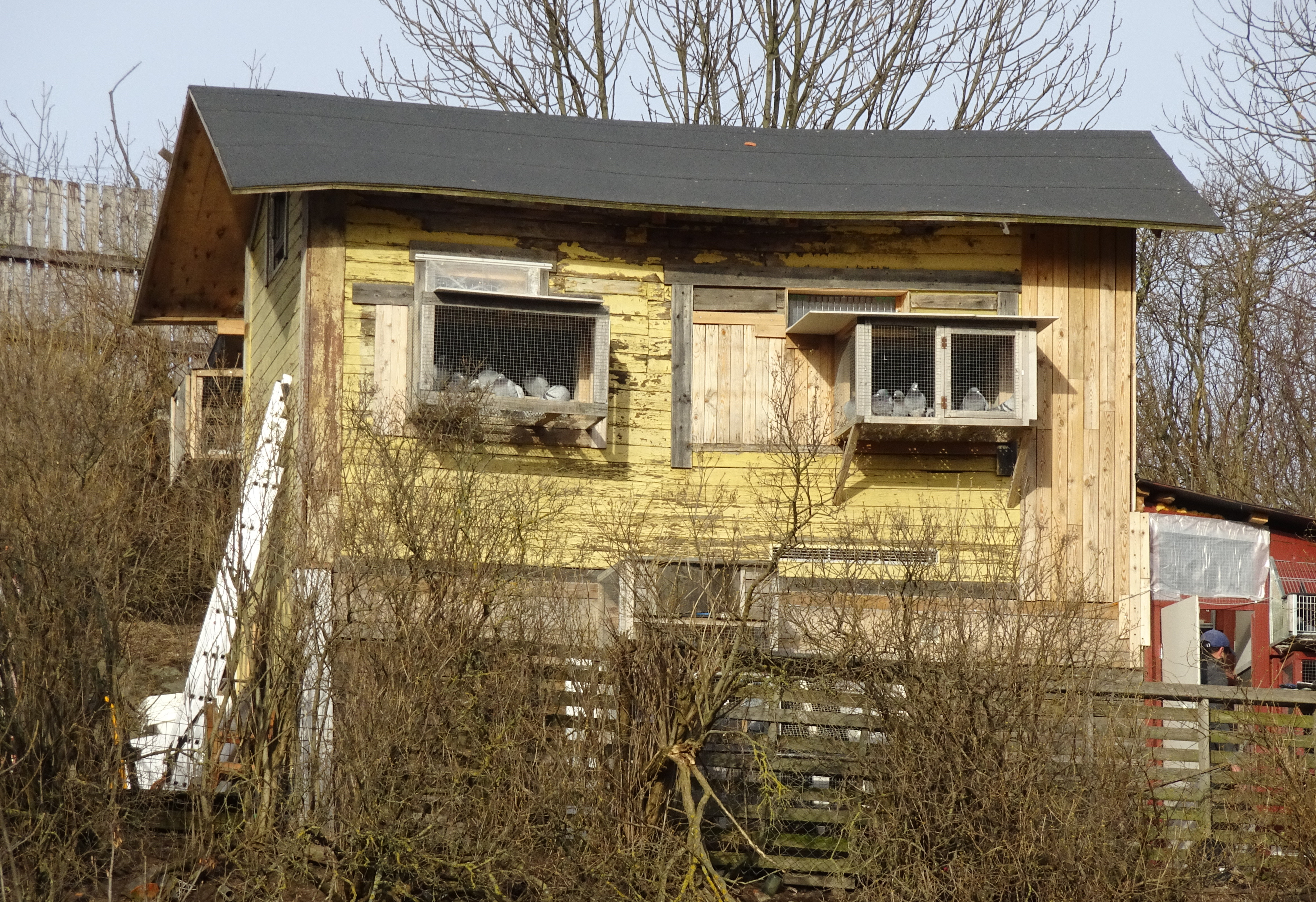
Duvslag för brevduvor i Stockholm.

Duvposten använder brevduvans goda orienteringsförmåga, flygförmåga och benägenhet att flyga hem då den transporterats bort. Brevduvorna har också avlats och tränats för att bli ännu bättre i dessa avseenden. De naturliga begränsningarna för denna verksamhet har gjort att den aldrig blivit särskilt vanlig eller regelbunden. Exempel på begränsningar är risken att duvan blir tagen av en rovfågel, duvans behov av svag vind och hög omgivningstemperatur. Vid exempelvis dåligt väder, åska med elektricitet i luften eller extremt hårda vindar så kan brevduvan komma ur kurs och hamna fel.

## Historik

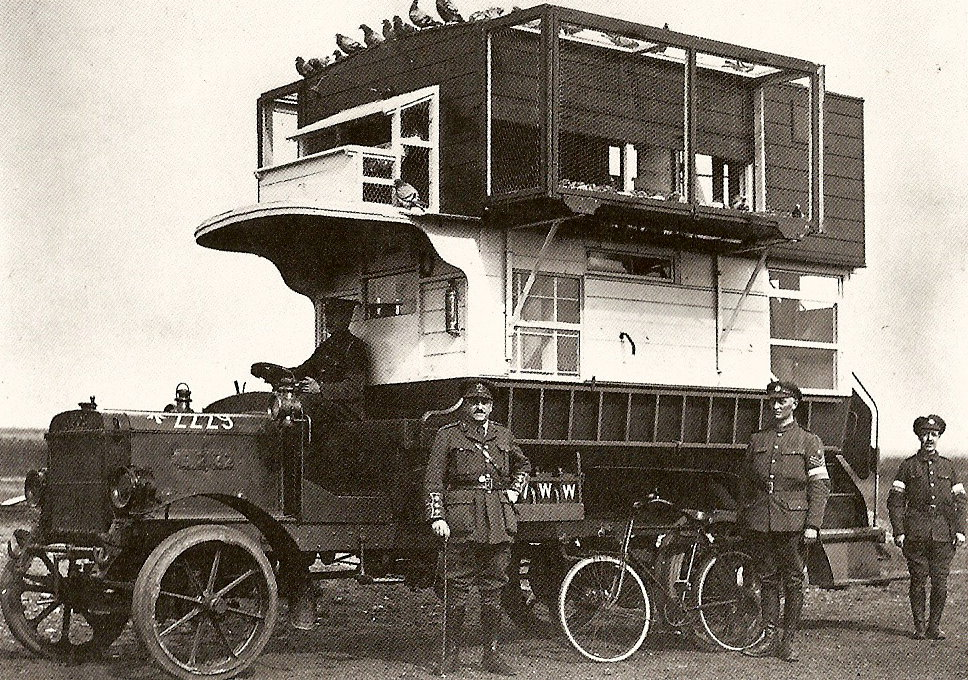
Brittiska brevduvor som fraktas med buss under första världskriget.

Duvpost har använts sedan mycket länge, särskilt i Kina. I det gamla Egypten användes brevduvor för att skicka hem meddelanden från fartyg på resa. Duvpost nämns också ett flertal gånger i den antika grekiska och romerska litteraturen. Det äldsta bevarade omnämnandet av duvpost är från år 530 f.kr. I Grekland användes brevduvorna för att sprida resultaten från de olympiska spelen över landet. Plinius d. ä. berättar att när Antonius 43 f. Kr. belägrade Mutinas använde de belägrade duvpost för att få kontakt med yttervärlden. 
Från medeltiden och fram till 1800-talet användes duvpost av handeln, sjöfarten och framför allt krigsmakten. Vid belägringen av Paris 1870-1871 skickade de belägrade meddelanden och brevduvor med luftballonger. Brevduvorna användes sedan för att skicka meddelanden tillbaka till Paris. 381 duvor skickades från Paris. 302 av dessa kunde tas om hand av franska styrkor och skickas tillbaka med meddelanden. 59 av dessa lyckades återvända till sina duvslag i Paris. Med hjälp av mikrofilm kunde upp till 30 000 brev överföras till mycket tunna blad som bands fast vid en av duvans största stjärtpennor.  
Duvpostverksamheten avtog kraftigt i samband med uppfinnandet och utbredningen av telegrafen. En av de allra sista duvpostlinjerna gick till fastlandet från ön Great Barrier utanför Auckland i Nya Zeeland. Den militära tillämpningen ersattes med radio.    
Den första militära brevduveverksamheten i Sverige var i Karlsborg. 1887 började man träna duvor på sträckorna Örebro-Karlsborg och Bråviken-Karlsborg. Denna verksamhet lades ned i slutet av 1890-talet, men fram till 1949 ingick brevduvorna i de svenska signaltruppernas utrustning.
Vissa duvor har spelat viktiga roller i krig, många så mycket att de mottagit utmärkelser och medaljer för sina tjänster med att rädda hundratals människoliv. Några kända exempel var den franska duvan Cher Ami som mottog Croix de Guerre för sina heroiska gärningar under första världskriget, och den irländska Paddy och den amerikanska G.I. Joe, som båda mottog Dickin Medal, bland 32 duvor som fick denna medalj, för sina modiga gärningar under andra världskriget.
Brevduvor ska också ha använts vid smuggling av exempelvis diamanter.

## Brevduvesport

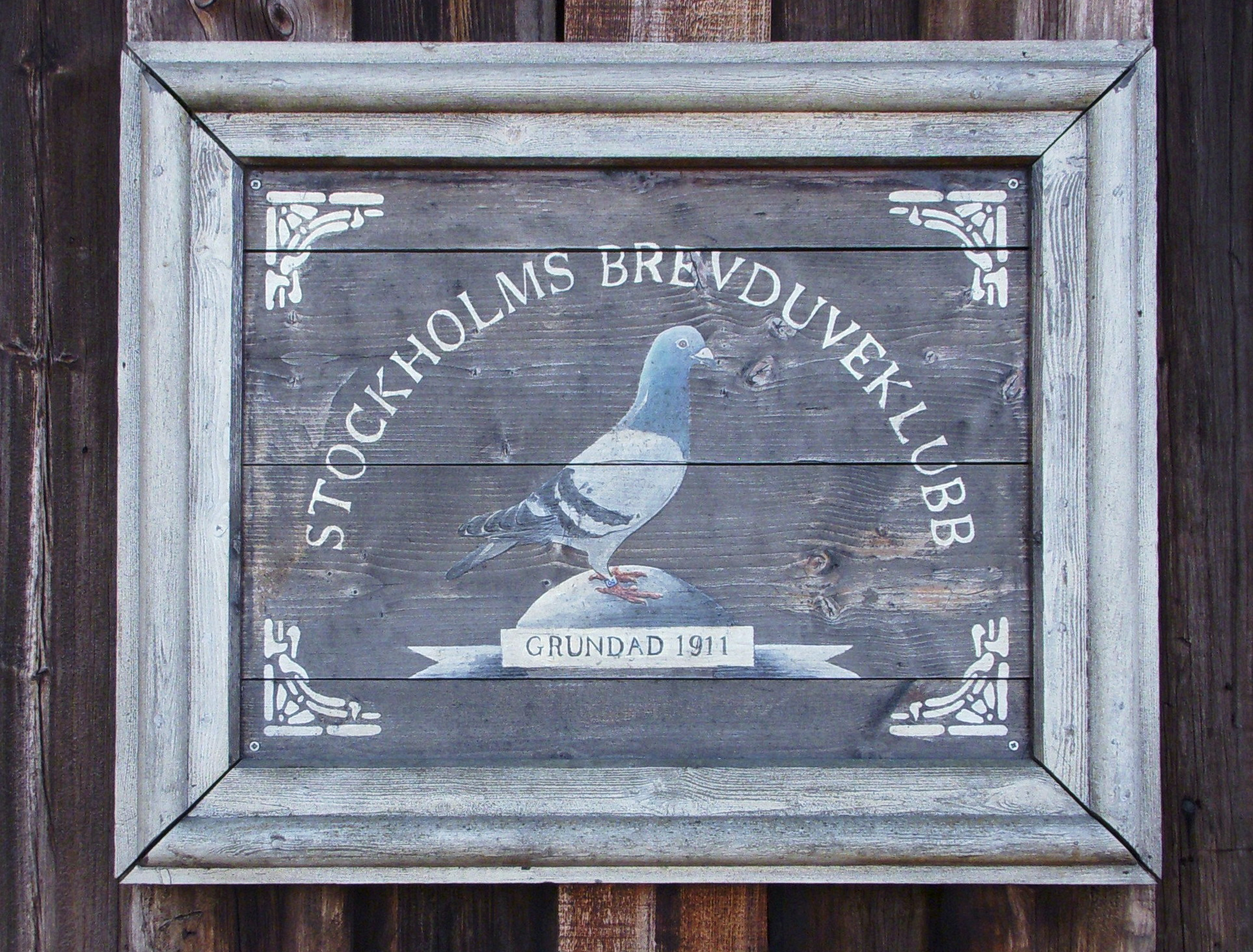
Stockholms brevduveklubbens skylt.

Uppfödning och avel av brevduvor är idag en betydande hobby och sport. Brevduvesport går ut på att släppa duvor från en gemensam plats för att de så snabbt som möjligt ska flyga hem till respektive duvslag. Den duva som har högst medelhastighet vinner. De duvor som tävlar förses med en speciell ring som registrerar tidpunkten för duvans hemkomst så att hastigheten kan beräknas. En stor del av sporten går ut på att avla fram så bra duvor som möjligt. Upplärning av brevduvor påbörjas vanligen när duvan är cirka 4 månader gammal. En otränad duva kan klara att hitta tillbaka till sitt duvslag från ungefär 100 km. Efter successivt längre och längre träningssträckor under en treårsperiod så kan en god duva klara att ta sig hem från ett avstånd av upp till 1000 km. Hastigheten varierar mellan 50 km/timme och 150 km/timme.
I Sverige finns Svenska Brevduveförbundet som är en sammanslutning av samtliga brevduveföreningar i landet och som bildades 1917 av Oscar Gyllenhammar i Göteborg.

## Brevduvor flyger alltid "hem"
En brevduva som släpps strävar efter att flyga till det duvslag där den är uppfödd. Det går därför inte att få den att flyga till någon annan lokal.

### Fotnoter
1. ↑  ”Tillvaratagen duva”. Brevduvesport. https://www.brevduvesport.net/tillvaratagen-duva.html. Läst 9 september 2024.
2. ↑  ”Duvpost - Uppslagsverk - NE.se”. www.ne.se. https://www.ne.se/uppslagsverk/encyklopedi/l%C3%A5ng/brevduva/duvpost. Läst 9 september 2024.
3. 1 2  ”Hur länge har man använt brevduvor i Europa?”. Populär Historia. 19 oktober 2017. https://popularhistoria.se/vetenskap/hur-lange-har-man-anvant-brevduvor-i-europa. Läst 9 september 2024.
4. ↑  ”Postens historia: Från brevduvor till livsfarliga postflygningar”. Världens historia. 20 mars 2017. https://varldenshistoria.se/kultur/postens-historia-fran-brevduvor-till-livsfarliga-postflygningar. Läst 9 september 2024.
5. ↑  Levi, Wendell (1977). The Pigeon. Sumter, S.C.: Levi Publishing Co, Inc. ISBN 0853900132
6. 1 2  ”Vad är Brevduvesport”. Brevduvesport. https://www.brevduvesport.net/1.html#:~:text=Brevduvesport%20g%C3%A5r%20ut%20p%C3%A5%20att%20sl%C3%A4ppa%20duvorna%20fr%C3%A5n,p%C3%A5%20slaget.%20P%C3%A5%20s%C3%A5%20s%C3%A4tt%20kan%20hastigheten%20ber%C3%A4knas.. Läst 9 september 2024.